# دهستان کورکسی
دهستان کورکسی (به لاتین: Karksi Parish) یک دهستان در استونی است که در شهرستان ویلیاندی واقع شده‌است.

## خصوصیات
دهستان کورکسی ۳۲۱٫۴۵ کیلومترمربع مساحت و ۴٬۰۴۱ نفر جمعیت دارد.